# Salzburger Zwerglgarten

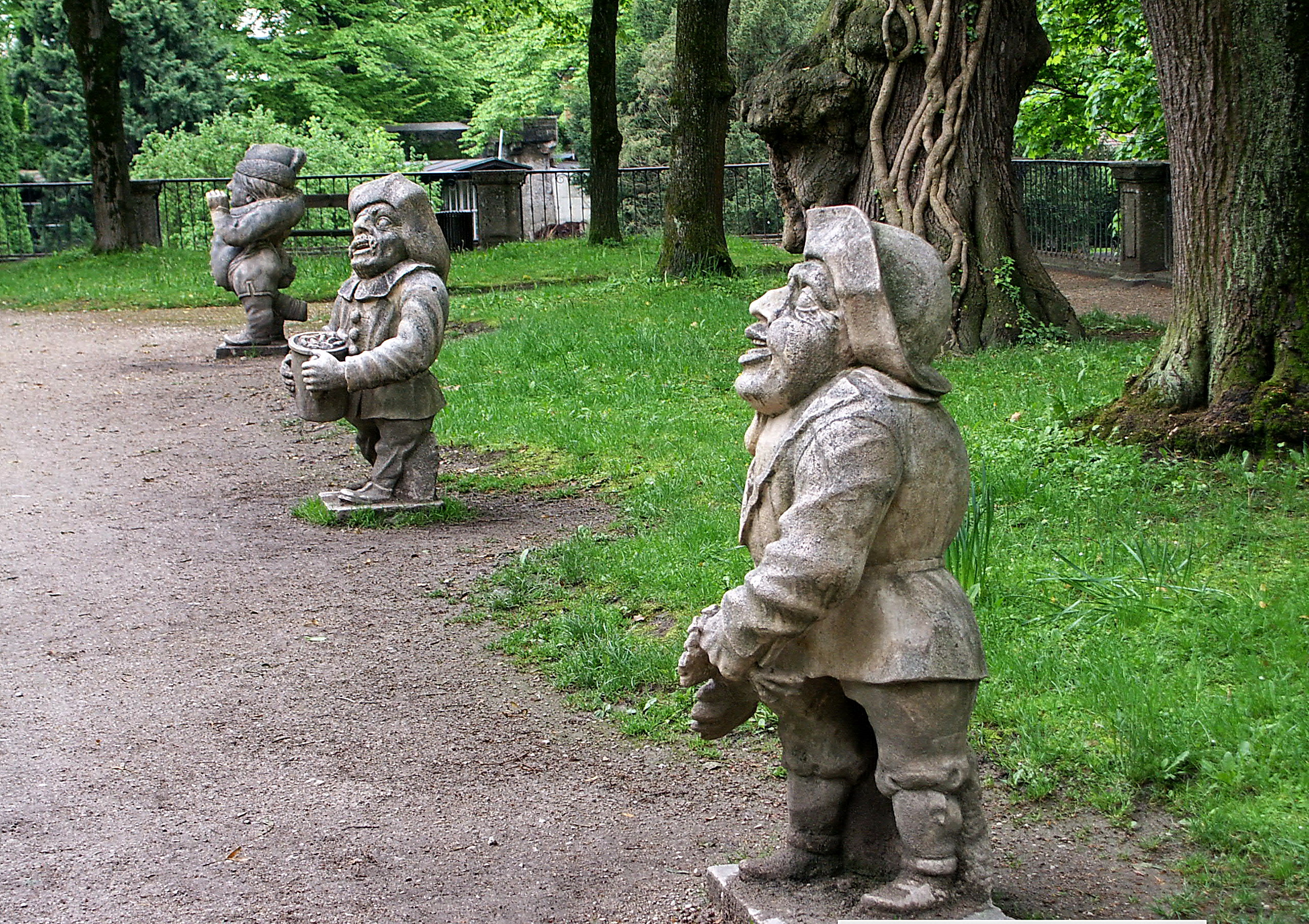
Zwerglgarten

Der Zwerglgarten ist ein Teil des Mirabellgartens und hieß in Salzburg ursprünglich Pigatlgarten, später auch Pagodngarten. Die Zwerge wurden nach 1690 geschaffen und aufgestellt, er dürfte somit der älteste Zwerglgarten in Europa sein. Die Pläne für den Mirabellgarten stammen im Wesentlich von Johann Bernhard Fischer von Erlach, der auch die Anlage des Pigatlgartens vorsah. Der Zwergl-Garten ist, als Teil der Mirabellgartens, seit Mai 1869 der Öffentlichkeit zugänglich.

## Lage

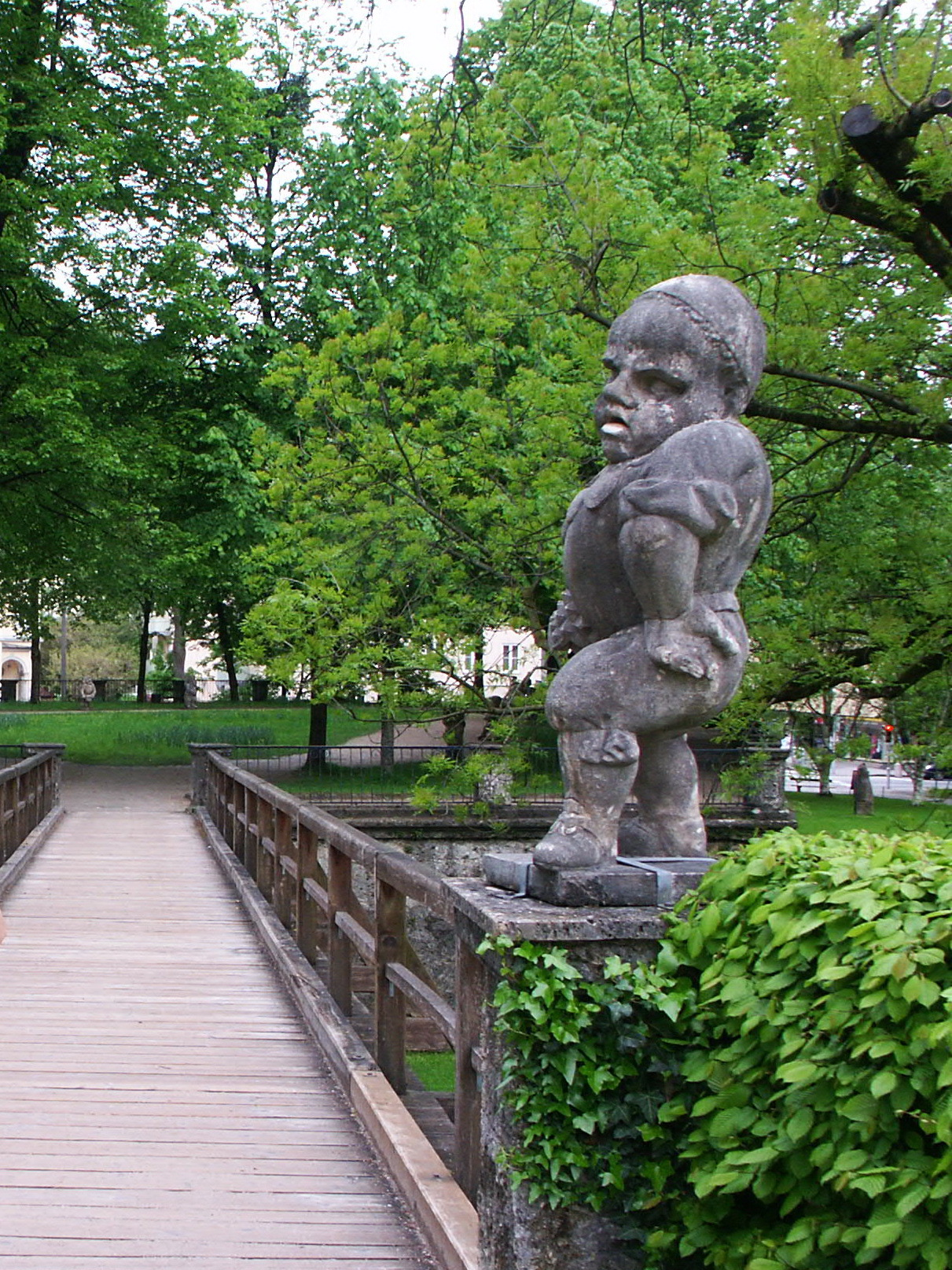
Brücke zum Zwerglgarten mit einem der Pallone-Zwerge

Der Salzburger Zwerglgarten befindet sich auf der sog. Wasserbastei, westlich von Schloss Mirabell. Vom Pegasusbrunnen aus führt eine 15-stufige Freitreppe, gesäumt von zwei Löwen aus Stein, auf einen Befestigungswall. Von dort ist die Wasserbastei über einen 28 Meter langen Holzsteg erreichbar.

## Allgemeines

### Zwerge in Mythos und Geschichte
Mythen von Zwergen reichen tief in die Vorgeschichte. Schon im Altertum umgaben sich zur Unterhaltung Herrscher gerne mit kleinwüchsigen oder missgebildeten Menschen. Sie wurden in der Renaissance wieder häufig an Fürstenhöfen angestellt. Besonders geschätzt war etwa der Hofzwerg Kaiser Karls IV, Jakob Ries. In Salzburg war während der Regentschaften von Johann Ernst von Thun, Franz Anton von Harrach, Leopold Anton von Firmian und Jakob Ernst von Liechtenstein-Kastelkorn der Hofzwerg Josef Friedrich von Meichelböck (1687–1746) angesehen und beliebt.

### Barocke Zwerg-Karikaturen
Weitum bekannt und berühmt wurden in der Folge die Karikaturen von Jacques Callot, dem Hofmaler von Cosimo II am Hofe zu Florenz. Callot sah am Hof 1612 bis 1621 mehrfach Aufführungen der Zwergenkomödianten-Truppe. Der Künstler zeigt Musikanten, Bettler und Trinker mit Buckel oder dickem Bauch. Auch Figuren des Stegreiftheaters Commedia dell’arte werden aufgegriffen. Der Schöpfer der „varie figure gobbi“ wie er seine 24 Zwergengestalten nannte, wurde angeregt durch zahllose Feste, bei denen Turniere und Schauspiele von Kleinwüchsigen dargeboten wurden. Die Karikaturen Callots waren europaweit ein unglaublicher Erfolg.

## Geschichte

### Der Mirabellgarten Fischer von Erlachs
Der junge aufstrebende Grazer Architekt Johann Bernhard Fischer, der 1696 geadelt wurde und sich dann „von Erlach“ nennen durfte, wurde von Fürsterzbischof Johann Ernst von Thun und Hohenstein nach Salzburg gerufen und mit Bauaufträgen versehen. Zu seinen ersten Plänen im Jahr 1689 zählt das Anlegen eines barocken Lustgartens in Salzburg, dem Mirabellgarten. Dieser Park wurde Raum für Zerstreuung und Vergnügen angelegt und erhielt Aufführungsorte für Lustspiele, Theaterstücke, Konzerte und Feuerwerke. In Anlehnung an französische Hofgärten erhielt Salzburg einen prächtigen Barockgarten, dessen vielfältige Darstellungen vom Erhabenen und bis zum Grotesken reichten. Fischer von Erlach war Schüler von Gian Lorenzo Bernini, der sich auch als Karikaturist einen Namen machte. Von namhaften Architekten wird er auch als Mitbegründer der Karikatur genannt. 1690–1692 wurden Bildhauerarbeiten – wohl von Bernhard Michael Mandl, Bartholomäus van Opstal, Andreas Götzinger und Ottavio Mosto zusammen mit anderen Künstlern – ausgeführt, zu denen auch Sebastian Stumpfegger und Hans Schwäbl gehörten.

### Barocker Zwerglgarten

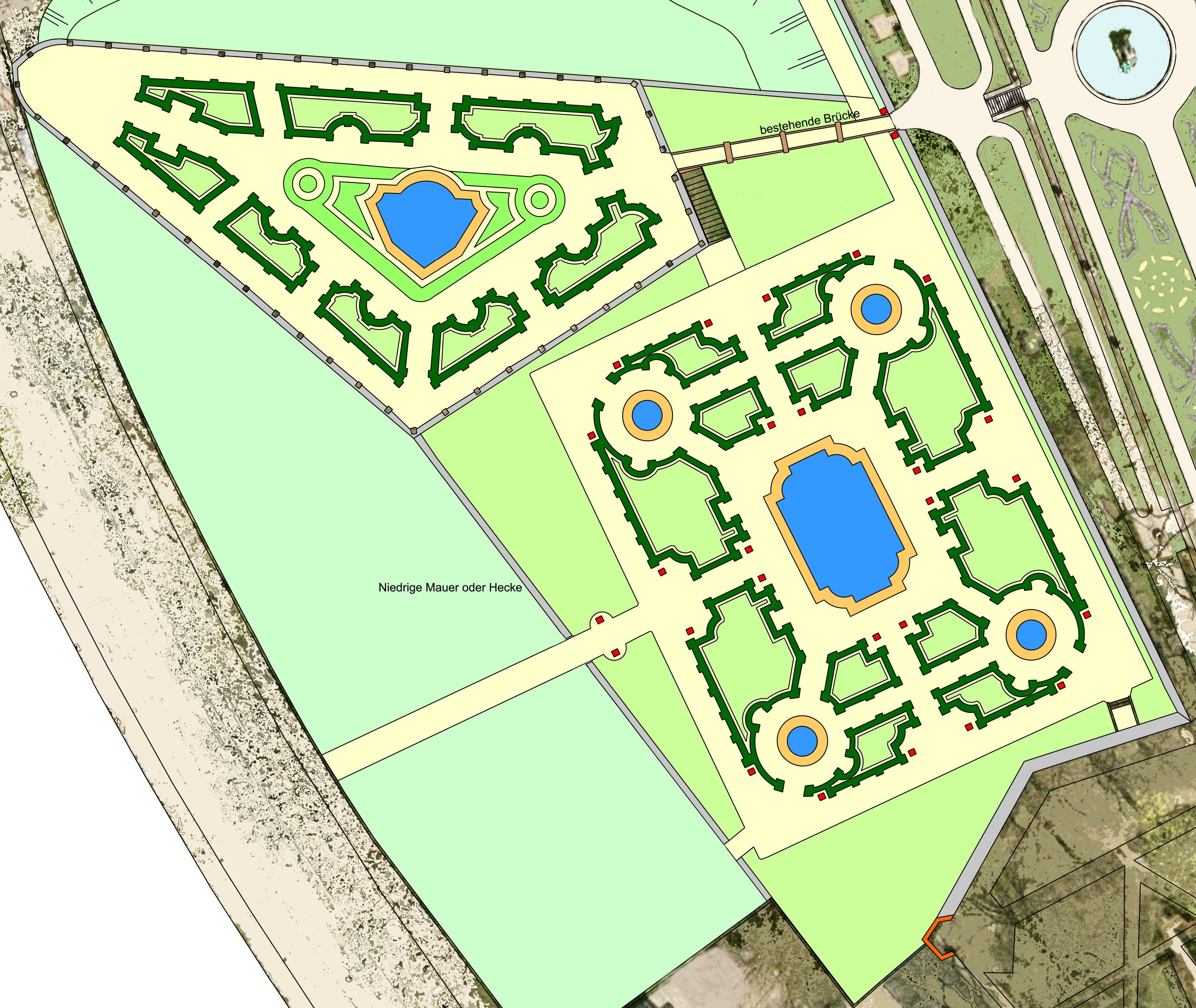
Rechts mittig: der alte Zwerglgarten – die kleinen roten Quadrate sind die Zwergenstandorte

Der erste Beleg für den Bestand eines Zwerglgartens in Salzburg liegt erst in den Jahren nach 1710 vor. Aus dieser Zeit gibt es aber keinerlei Hinweise auf eine Gartenneugestaltung. Zahlreiche Indizien lassen eine Entstehung im Rahmen des Gesamtkonzeptes Fischer von Erlachs schon kurz nach 1690 überaus schlüssig erscheinen.
Der Zwerglgarten besaß in der Mitte einen großen Springbrunnen, der von vier kleinen runden Brunnen umgeben war, einst „Wasserstücke“ genannt. Die Wasserbecken waren umgeben von zwölf „Gartenstücken“ in reich ornamentaler Form, die von einer 60 bis 70 cm hohen Buchshecke eingerahmt waren.

### 1811–1919
Die barocke Formgebung des Zwerglgartens wurde schon vor 1800 zerstört, weil der maßgeblich von der Aristokratie Frankreichs mitbestimmte Barockstil damals als veraltet galt und einem englischen Landschaftsgarten weichen musste. Die Zwerge des Gartens wurden 1811 entfernt. In der Zeit der Aufklärung waren die Figuren missgestalteter Menschen im Mirabellgarten in Verruf geraten und wurden im Jahr 1811 um sehr geringe Beträge versteigert. So waren die Salzburger Zwerge in alle Winde verstreut, und die Zwerge gerieten nun für mehr fast hundert Jahre in Vergessenheit. Am 20. Oktober 1919 fasste der Salzburger Gemeinderat den Beschluss, den einzigartigen Garten wieder zu errichten. Zuvor hatte sich der Salzburger Verschönerungsverein, der heutige Salzburger Stadtverein, darum bemüht, dieses wichtige Stück Salzburger Kulturgeschichte wieder erlebbar zu machen. Wegen Beschädigungen durch spielende Kinder wurden die Zwerge provisorisch auf der Wasserbastei d. h. auf dem Kleinen Bastionsgarten aufgestellt, wo sie bis heute stehen.

### Die Wiedererrichtung des Zwerglgartens als Teil des Gesamtkunstwerkes Fischer von Erlachs
Schon 1919 hat der Gemeinderat der Stadt Salzburg beschlossen, die Figuren des Zwerglgartens im ursprünglichen Zwerglgarten wieder zu beschaffen und aufzustellen und den historischen und einzigartigen Zwerglgarten gemäß den zahlreichen alten Vorlagen wieder zu errichten. Nachdem die aufgestellten Zwerge wegen eines am gleichen Ort vorhandenen Kinderspielplatzes aber immer wieder gefährdet waren, übersiedelten die Zwerge provisorisch auf den Bastionsgarten, wo sie bis heute stehen. Außerdem wurde im Jahr 1950 ein Pavillon für die überlebensgroßen Statuen Josef Thoraks errichtet, der erhalten geblieben ist und eine Rekonstruktion des Zwerglgartens am originalen Standort erschweren.
2018 wurde der Zwerglgarten auf der Wasserbastei neu gestaltet. Nähere Bezüge zur ursprünglichen barocken Gestaltung des Bastionsgartens sind kaum zu erkennen. Auch diese Aufstellung der Zwerge liegt großteils im Schatten umgebender alter Kastanienbäume. Die Aufstellung an diesem Ort ist denkmalpflegerisch nicht optimal. Beschattung und Eintrag von organischem Material fördern den Bewuchs der Skulpturen mit Bakterien, Algen und in der Folge von Moosen. Die Marmorskulpturen mit ihrer rauen Oberfläche werden unansehnlich und verwittern rascher. Auch ist – etwa bei Sturmereignissen – eine Beschädigung der Skulpturen durch Äste nicht ausgeschlossen. Die derzeitige Aufstellung im Bastionsgarten ist nicht behindertengerecht bzw. nicht barrierefrei. Eine Aufstellung der Zwerglduellanten als Wächterpaare – und als Gegenstücke zu den Borghesischen Fechtern am Ausgang vom Mirabellgarten nach Süden hin – ist am gegenwärtigen Standort wenig sinnvoll, weil auf der Wasserbastei kein Zugang von außen her zum Mirabellgarten besteht.
Nach wie vor bleibt es daher ein wichtiges Ziel, den originalen Zwerglgarten wieder am originalen Standort zu errichten und den ältesten Zwergengarten Europas als unersetzlichen Teil des von Fischer von Erlach geschaffenen Gesamtkunstwerkes Mirabellgarten in würdiger Form und möglichst originalgetreu wieder zu beleben. Dabei ist auch die Tieferlegung des Gartenteiles um gut einen Meter anzudenken. 
Nachdem die Wiedererlangung der sechs außerhalb des Zwerglgartens aufgestellten Zwerge sich in den vergangenen 30 Jahren zum Großteil als äußerst schwierig erwiesen hat, ist die rasche Aufstellung dieser Zwerge als Abguss sinnvoll. Die Sockel für die Skulpturen sollten entsprechend der originalen Aufstellung über einen Meter hoch sein. Eine kurze Erklärung der Skulpturen (deutsch und englisch) auf kleinen Tafeln bietet sich am jeweiligen Standort oder am Eingang zum Garten an.

## Beschreibung

### Konzeption
Die Zwerglfiguren stehen in vielfältiger Beziehung zum Garten von Schloss Mirabell:
- Die 28 marmornen Götter- und Heldenfiguren (ohne den später entfernten 8 kleinen Tritonen) im Mirabellgarten stehen 28 Zwerge im Zwerglgarten gegenüber.
- Die Zwerge bilden das Gegenstück zur antiken Götterwelt des Mirabellgartens und auch zum Riesen Antaios, den Herkules bezwingt.
- Die Zwerge konnten das Spiel der Komödianten des direkt südlich anschließenden Heckentheaters weiterführen.
- Die Figuren zeigen, dass Größe und Kleinheit relativ ist: Nachdem die Zwerge auf Sockeln von einem Meter Höhe standen, mussten die Besucher zu den Köpfen der kleinen Barockfiguren aufschauen. Die Kleinheit der Figuren wurde dann betont, wenn man sie von den hohen Bastionsmauern aus betrachtete, die einst noch höher wirkten als im heutigen Zustand mit der großflächig 1,5 m eingeschütteten Wehrmauerbasis.
- Die Gartenzwerge konnten hier gemäß dem Volksglauben symbolisch alles Böse fernhalten.
- Im heiteren Garten des Erzbischofs Johann Ernst Graf Thun durfte die Erinnerung an die Vergänglichkeit aller Dinge nicht fehlen. Dies sollte in den allegorischen Darstellungen der einzelnen Monate deutlich werden.
- Die Marmorvase des Aprilzwerges ist in einfacher Form aus der Formenfülle der Vasen und Vasenentwürfe Fischer von Erlachs entnommen.

### Die einzelnen Zwerge
„die vier Sonderzwerge“
- der Türkenzwerg mit dem Turban, der vergeblich einen dicken Baumast abzubrechen versucht.
- der zweite Türkenzwerg ist verschollen
- der Pallone-Zwerg[3] mit dem Ball, am Eingang zum Zwerglgarten
- der Pallone-Zwerg mit dem Stachelärmel, am Eingang zum Zwerglgarten

Das Spiel Pallone, bei dem nicht mit einem Schläger, sondern mit einem hölzernen Schlagärmel ins feindliche Feld geschlagen wurde, war seinerzeit nicht nur in Oberitalien, sondern auch in Salzburg bei der adeligen männlichen Jugend beliebt. 
Die Darstellung von Türken-Zwergenkarikaturen im Zwerglgarten ist sehr verständlich. Die Gestaltung des Mirabellgartens unter Johann Ernst Graf Thun folgte wenige Jahre nach dem Ende der letzten Türkenbelagerung Wiens im Jahr 1683. Im Ersatzheer kämpften damals 800 Salzburger Soldaten mit. Seit den Jahren nach 1470, d. h. über 200 Jahre hatten die Türken eine mehr oder minder ständige Gefahr für das Erzbistum dargestellt. Nun traute sich Erzbischof Johann Ernst Graf Thun militärische Anlagen im Nahbereich des Mirabellgartens zu Gärten umzugestalten, auch wurden damals etwa die Hornwerke vor den Bastionen nördlich des Mirabellgartens und die Wehranlagen im Osten des Kapuzinerberges aufgelassen.
die zwölf Monatszwerge:

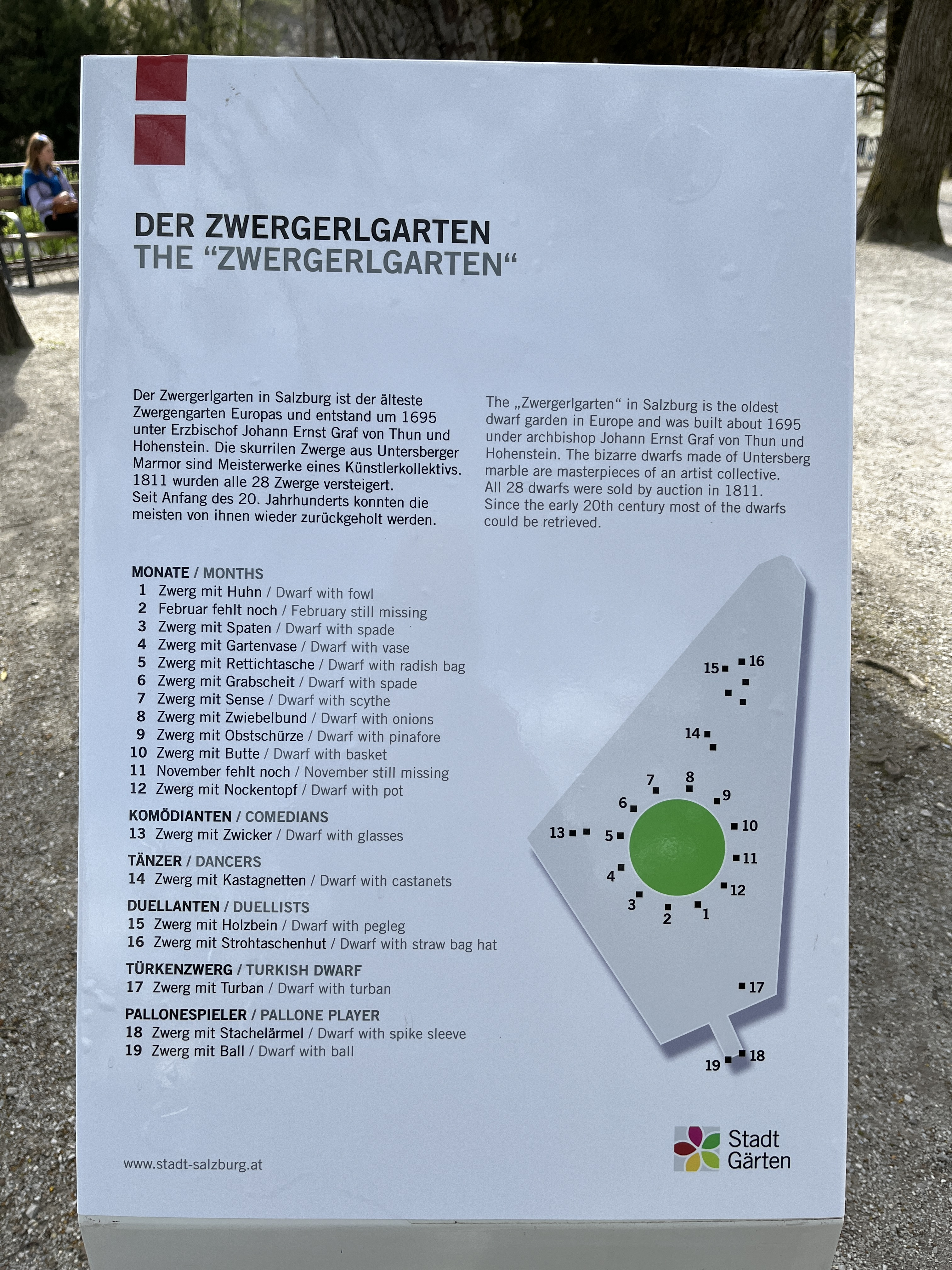
Infotafel zur Aufstellung der Zwerge

- Der Zwerg mit dem Huhn (Jänner). Das Huhn steht für die regsame Arbeit am Anfang des neuen Jahres.
- Zwerg fehlend (Februar). Die Zwergin mit dem ausgeschnittenen Mieder befindet sich in Traunstein und stellt eine Fastnachtstänzerin dar.
- Der Zwerg mit dem Spaten (März).[3] In diesen Monat fällt vielfach der Beginn der Gartenarbeit, wobei zuerst der Boden umzustechen und aufzubereiten ist.
- Der Zwerg mit der Gartenvase (April). Im April werden die eingewinterten Topfpflanzen, früher vor allem die etwa 500 Zitrusbäumchen, wieder ins Freie gesetzt.
- Der Zwerg mit der Rettichtasche (Mai). Im Mai wurde als erste Frucht des Gartens vielfach der weiße Bierrettich geerntet.
- Der Zwerg mit dem Grabscheit (Juni), auch als träumender Gärtner bekannt. Er ruht sich, gestützt auf seine Gartenhaue, von der Arbeit aus.
- Der Zwerg mit der Sense (Juli). Er symbolisiert durch die (fehlende) Sense und dem Wetzstein, den Juli, in dem in früherer Zeit der erste Schnitt der Wiesen erfolgte. Der Juli trug früher auch den Namen „Heumond“.
- Die Zwergin mit dem Zwiebelbund (August). Die freundlich blickende Zwergin bietet Wasser aus einer Kanne und zusätzlich als Gesundheitssymbol und Heilpflanze einen Bund mit Zwiebeln.
- Die Zwergin mit der Obstschürze steht für den September, in dem auch die Obsternte beginnt.
- Zwerg fehlend (Oktober). Der mutmaßliche „Jägerzwerg“ ist verschollen.
- Zwerg fehlend (November). Der Zwerg mit der (Martini)-Gans befindet sich in Traunstein.
- Der Zwerg mit dem Nockentopf (Dezember). Der Dezember als Monat ohne Gartenarbeit war eine Zeit der Ruhe, wo auch köstliche Nocken gerne verspeist wurden.

die zwölf Theaterzwerge aus dem Umfeld der Commedia dell’arte, von denen neun erhalten sind
- Der Zwerg mit Dolch und Degen fehlt vor Ort, er befindet sich am Eingang zum Hausgarten Reichenhaller Straße 16 (Denkmallisteneintrag). Er nimmt Bezug auf Vorlagen Callots[3] und auf von Zwergenschauspielern gespielte Duellszenen.
- Der Zwerg mit dem Strohtaschenhut gehört mit seiner grotesken Kopfbedeckung ebenfalls zu den duellierenden Zwergen.
- Der Zwerg mit dem Holzbein. Ist ebenfalls eine Callotfigur. Trotz seiner Versehrheit bleibt der Zwerg fröhlich und verteilt symbolisch Früchte aus seinem Obstkorb.
- Der Zwerg mit dem Degen fehlt, dieser duellierende Zwerg befindet sich ebenfalls am Eingang zum Hausgarten Reichenhallerstraße 16 (Denkmallisteneintrag).
- Der Zwerg mit den Kastagnetten ist eine Leihgabe. Der tanzende Zwerg gehört ebenfalls zu den typischen Figuren Callots.
- Der Zwerg mit der Butte zeigt mit der seinerzeit dafür typischen Kopfbedeckung den braven Diener. Sein verschlagenes „Gegenstück“ befindet sich in Traunstein.
- Der Zwerg mit der Feldfasche fehlt. Der Brighella-Zwerg, das Gegenstück zum braven Diener befindet sich in Traunstein.
- Der Zwerg mit der Löffelkappe fehlt ebenfalls. Dieser "Dottore" mit seinem typischen Ziegenbart und der Gürteltasche befindet sich in Traunstein.
- Der Zwerg mit dem Zwicker. Der Tartaglia Zwerg sorgte wohl durch stotternde Wortverdrehungen für Heiterkeit. Er konnte stotternd Wahrheiten andeuten, ohne von einer Zensur erfasst zu werden.

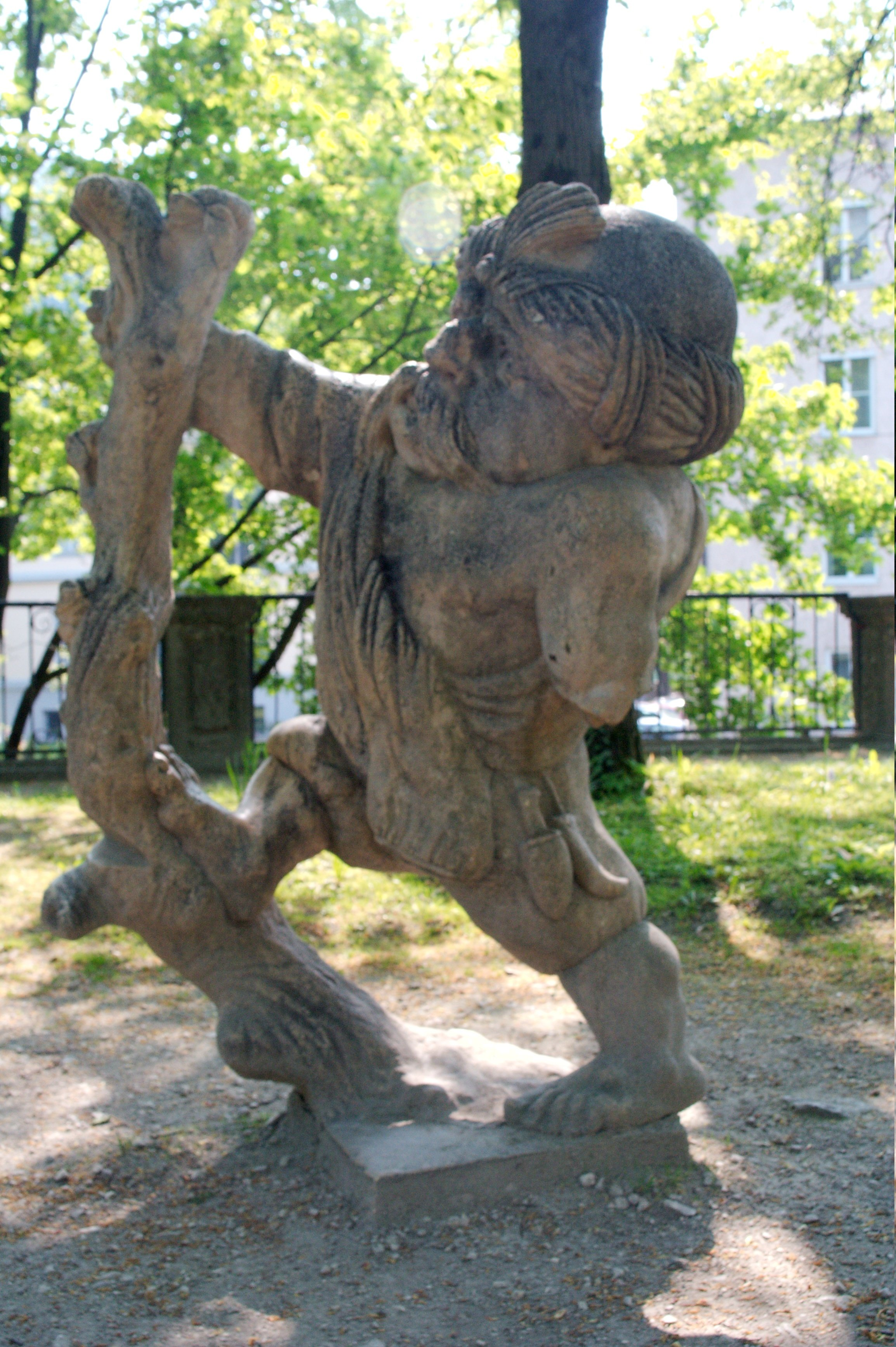
Türkenzwerg mit Turban
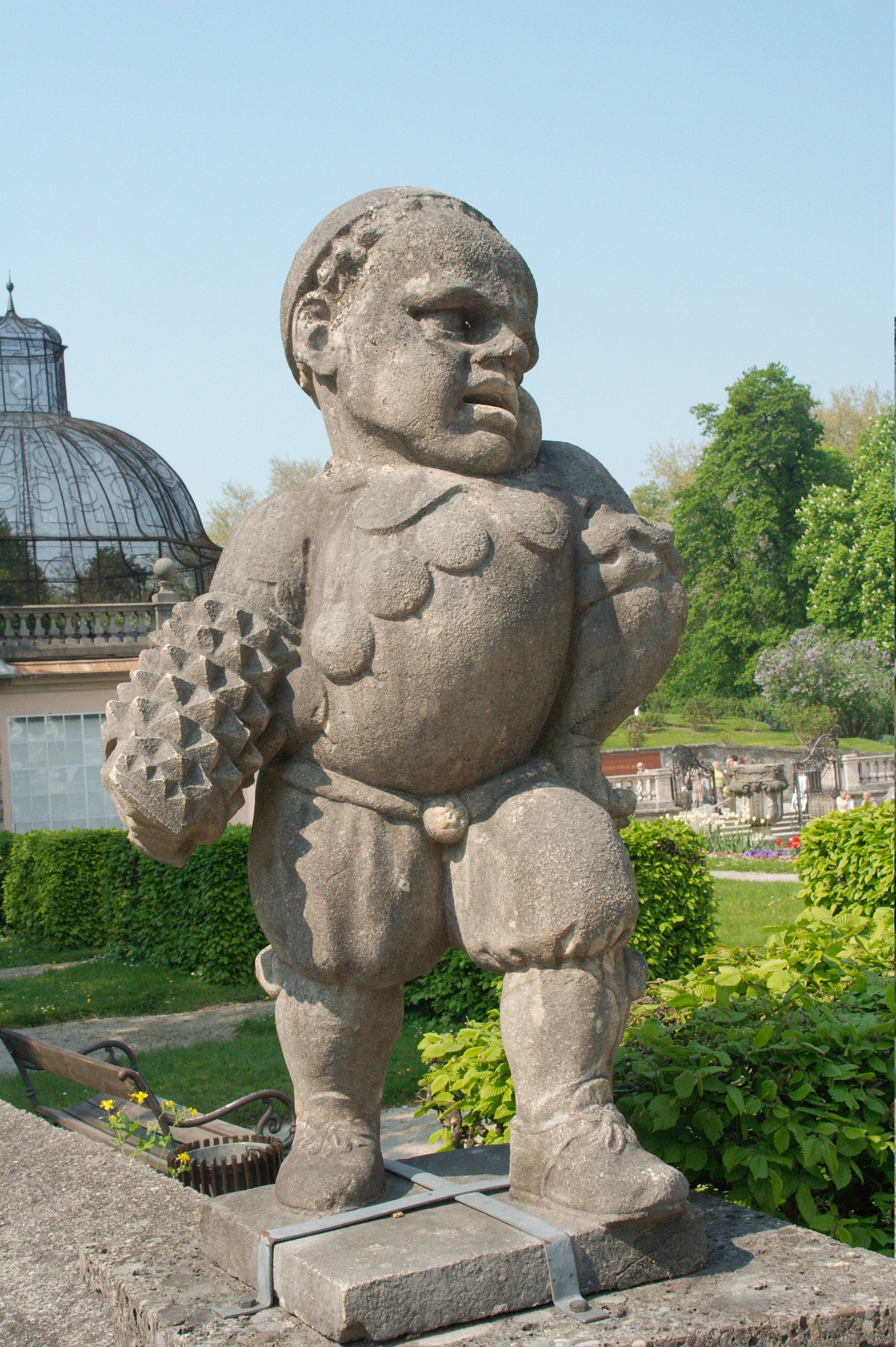
Pallonezwerg mit dem Stachelärmel
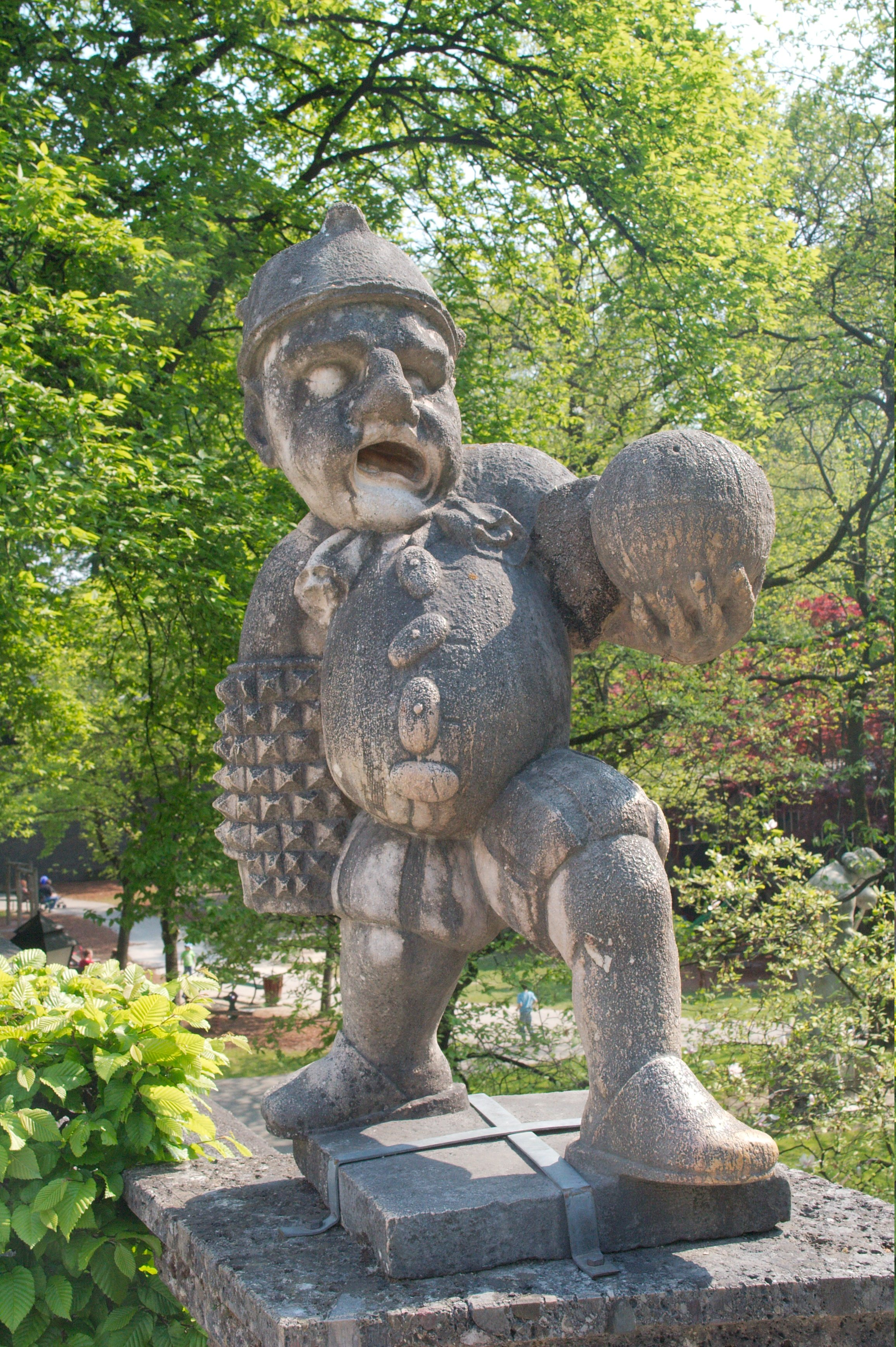
Pallonezwerg mit dem Ball
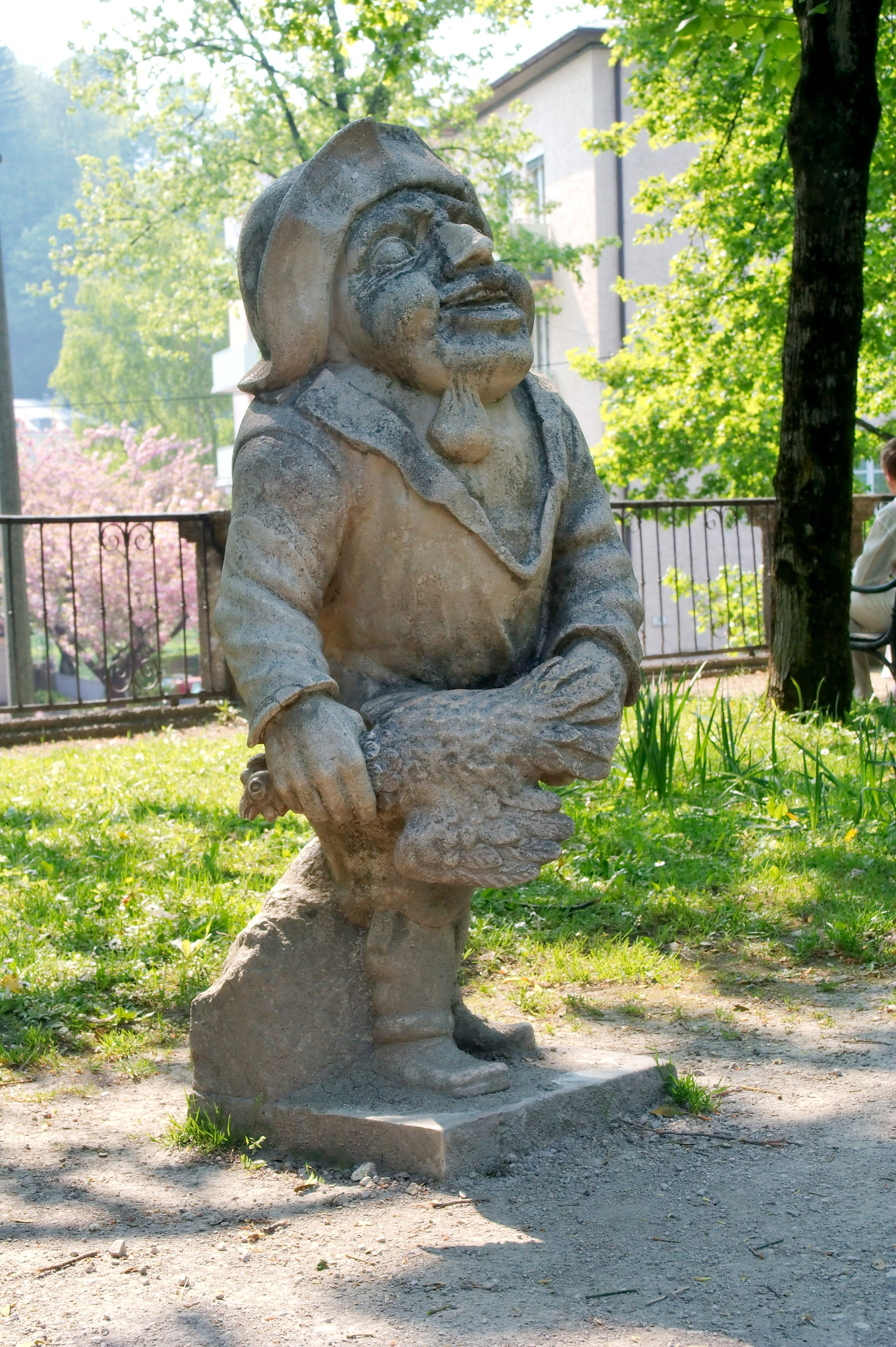
Zwerg mit dem Huhn (Jänner)
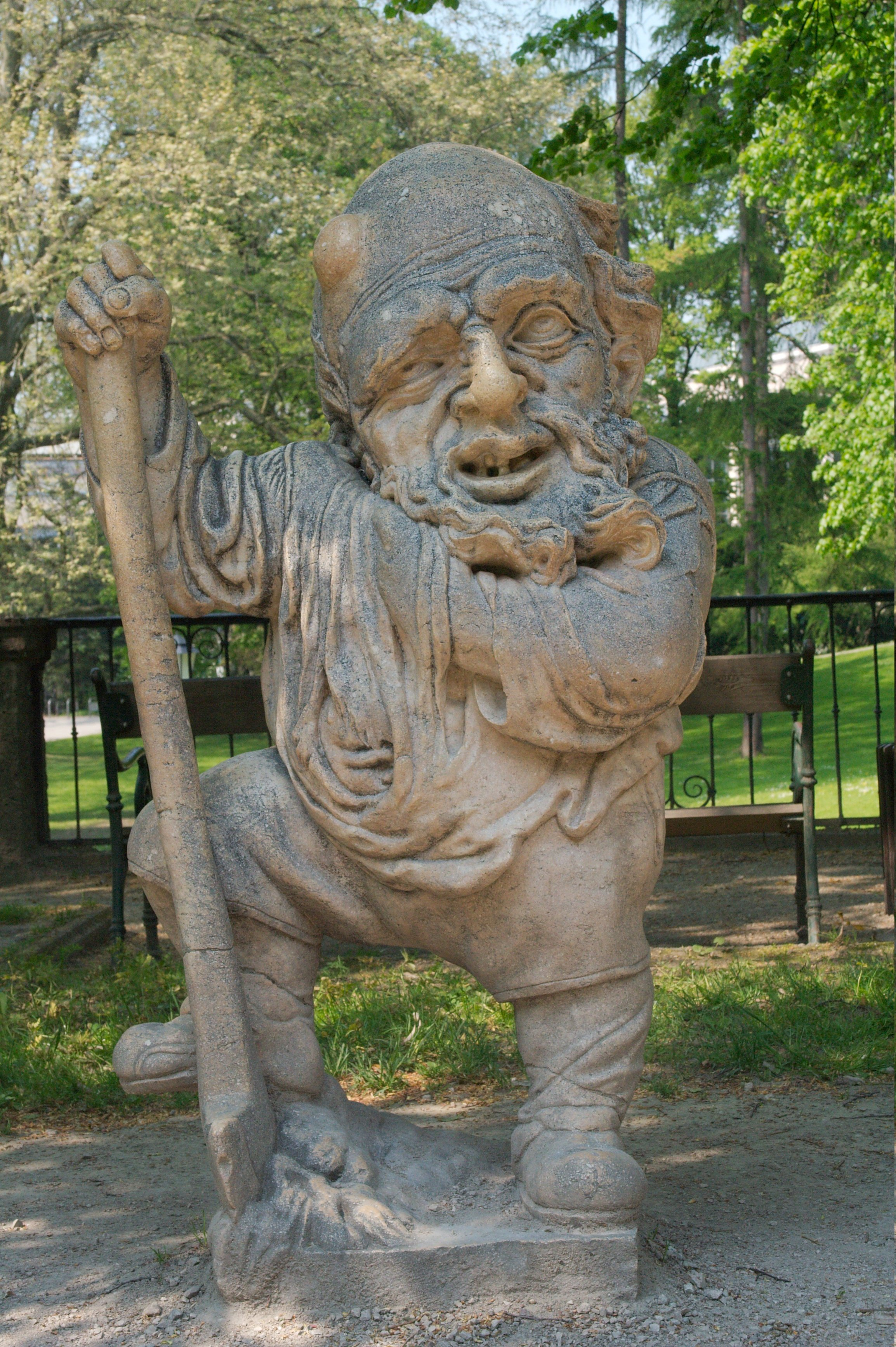
Zwerg mit dem Spaten (März)
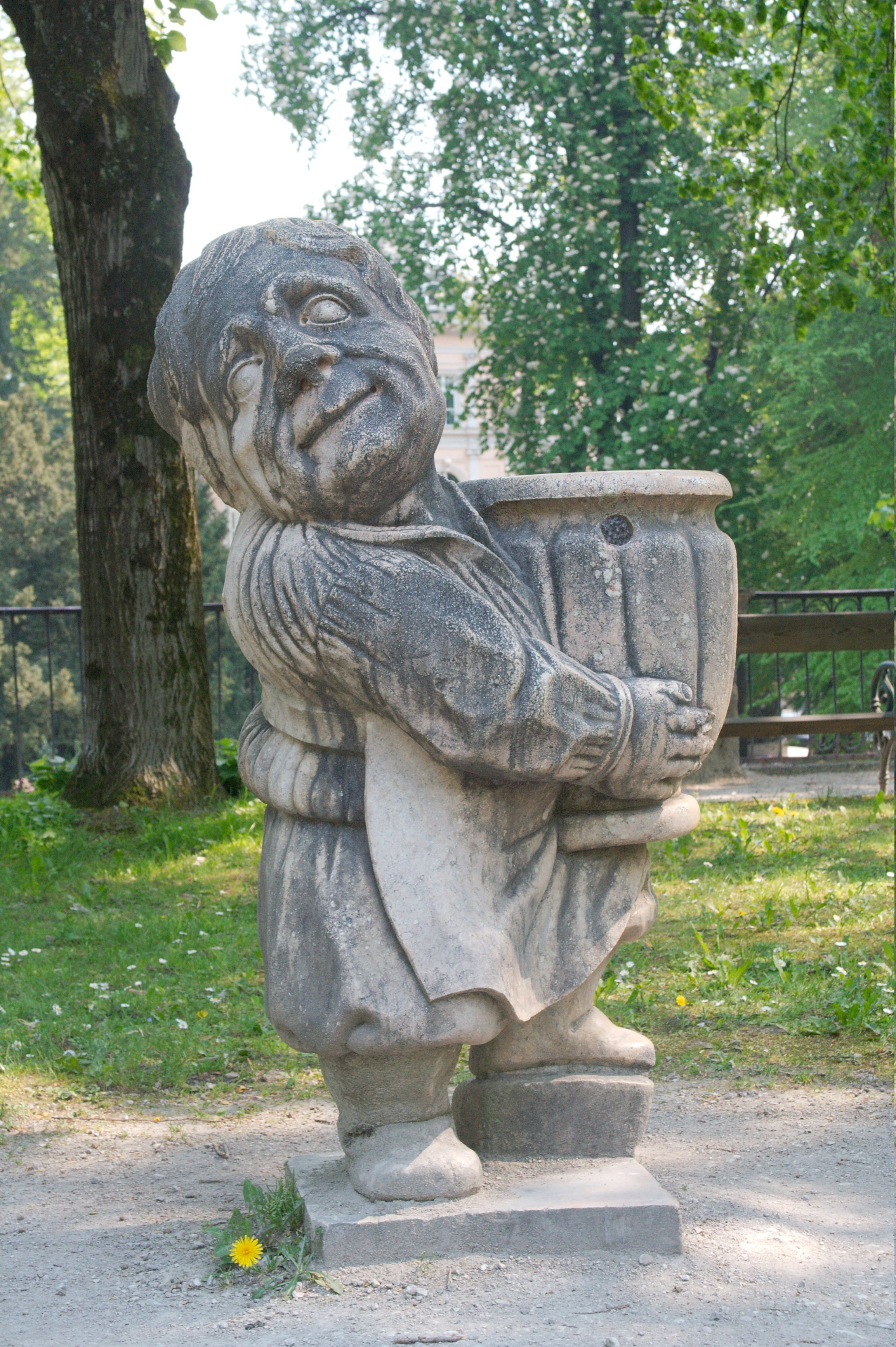
Zwerg mit der Gartenvase (April)
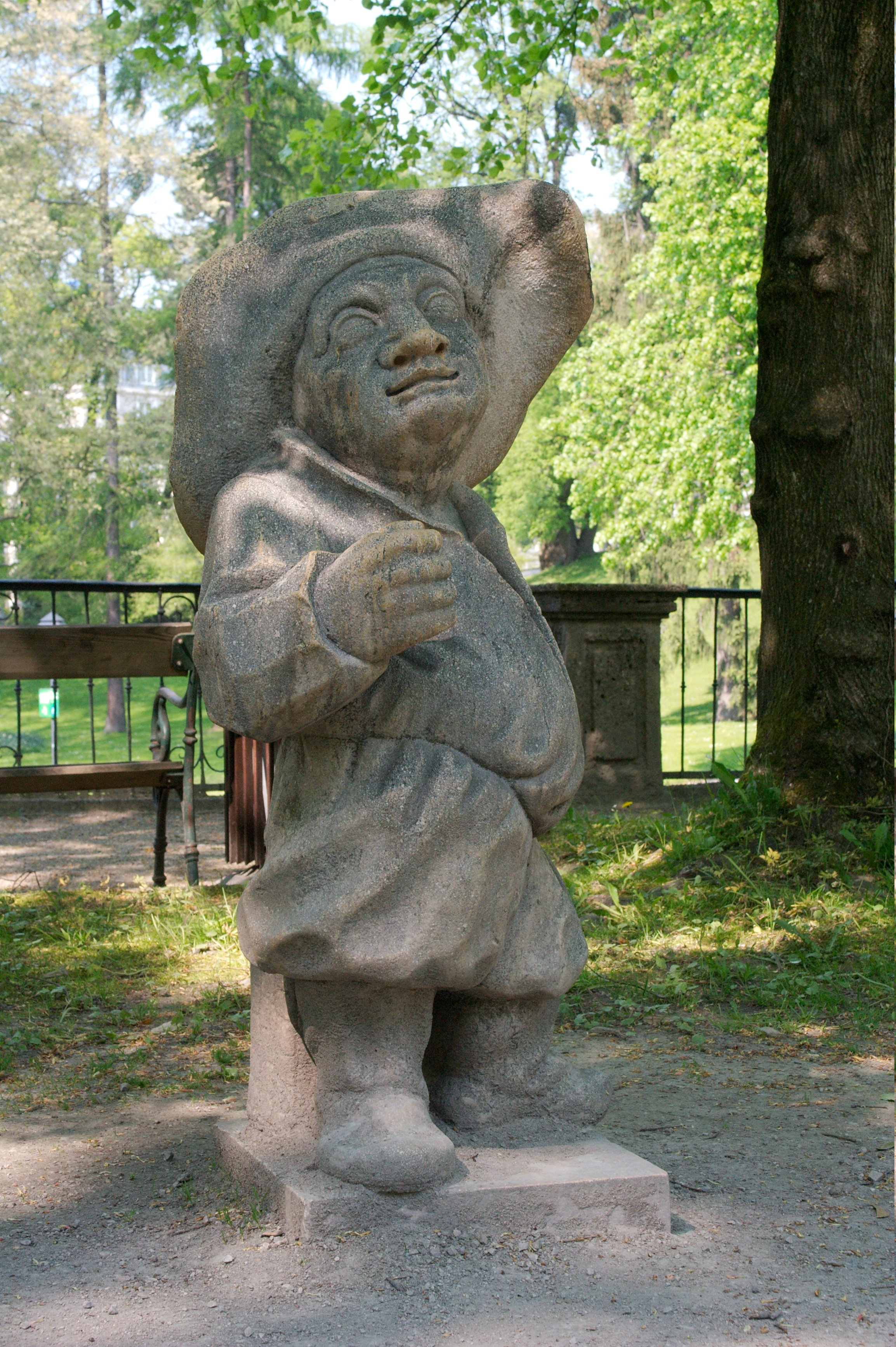
Zwerg mit der Rettichtasche (Mai)
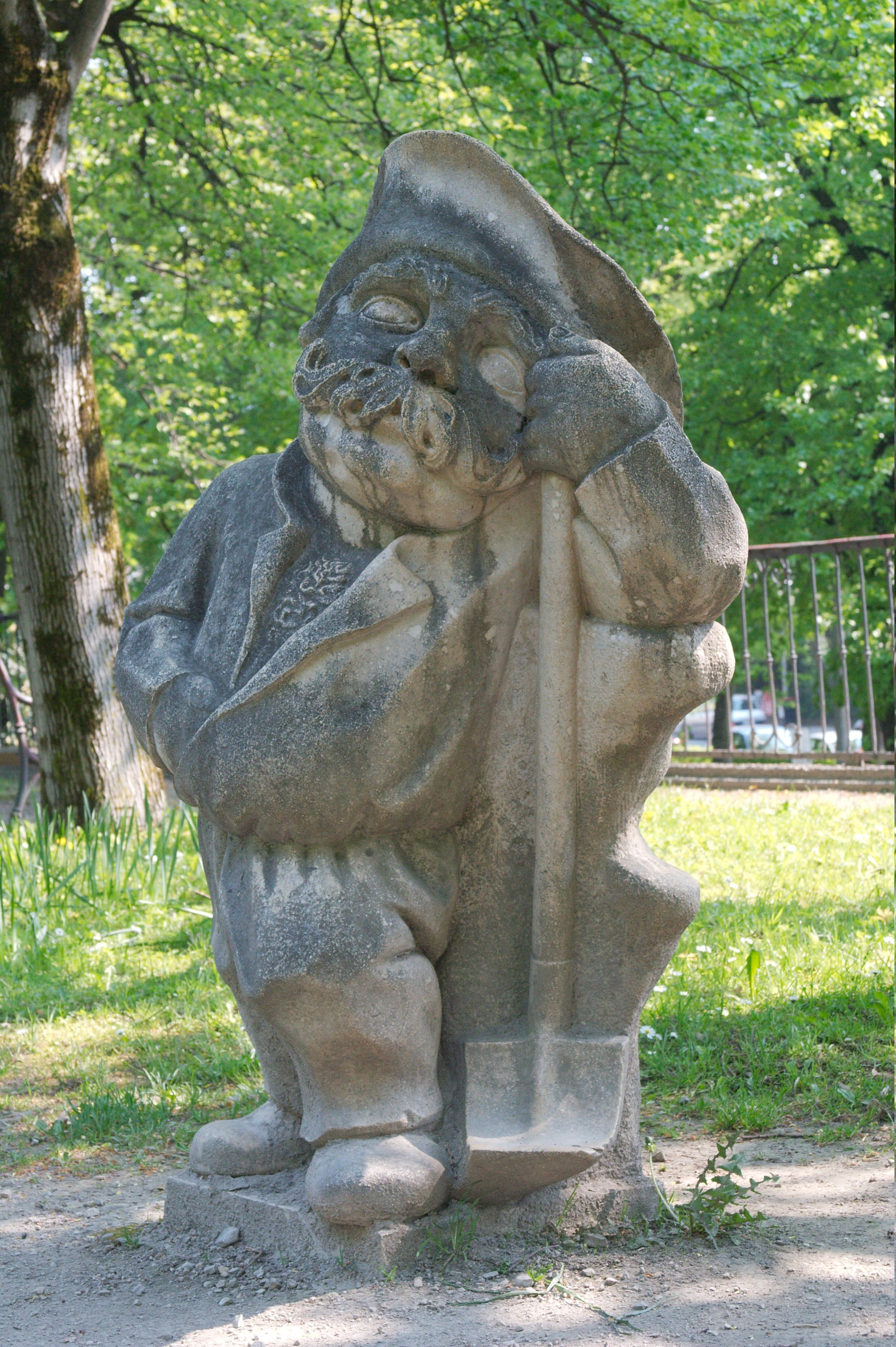
Zwerg mit dem Grabscheit (Juni)
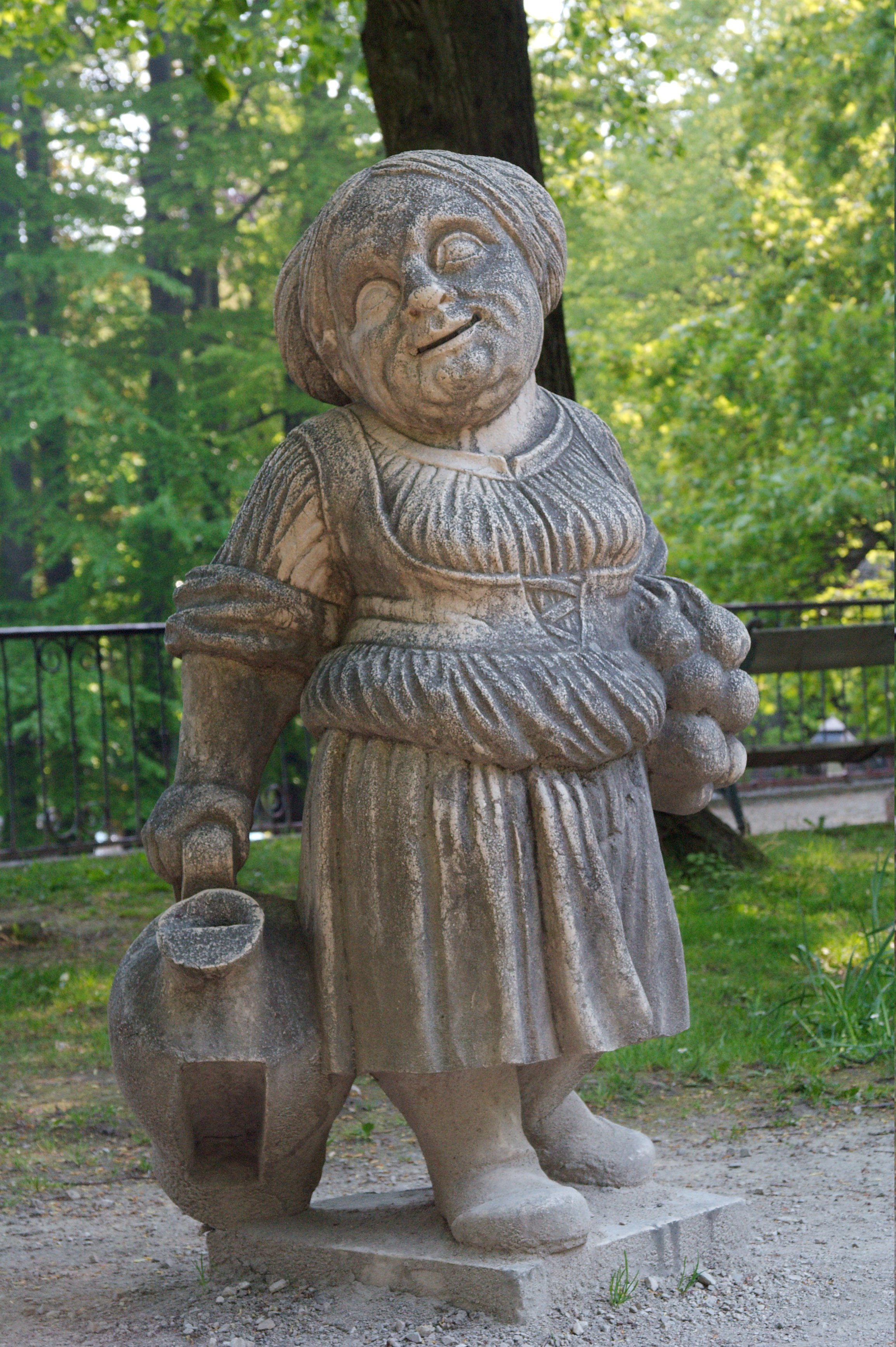
Zwergin mit dem Zwiebelbund (August)
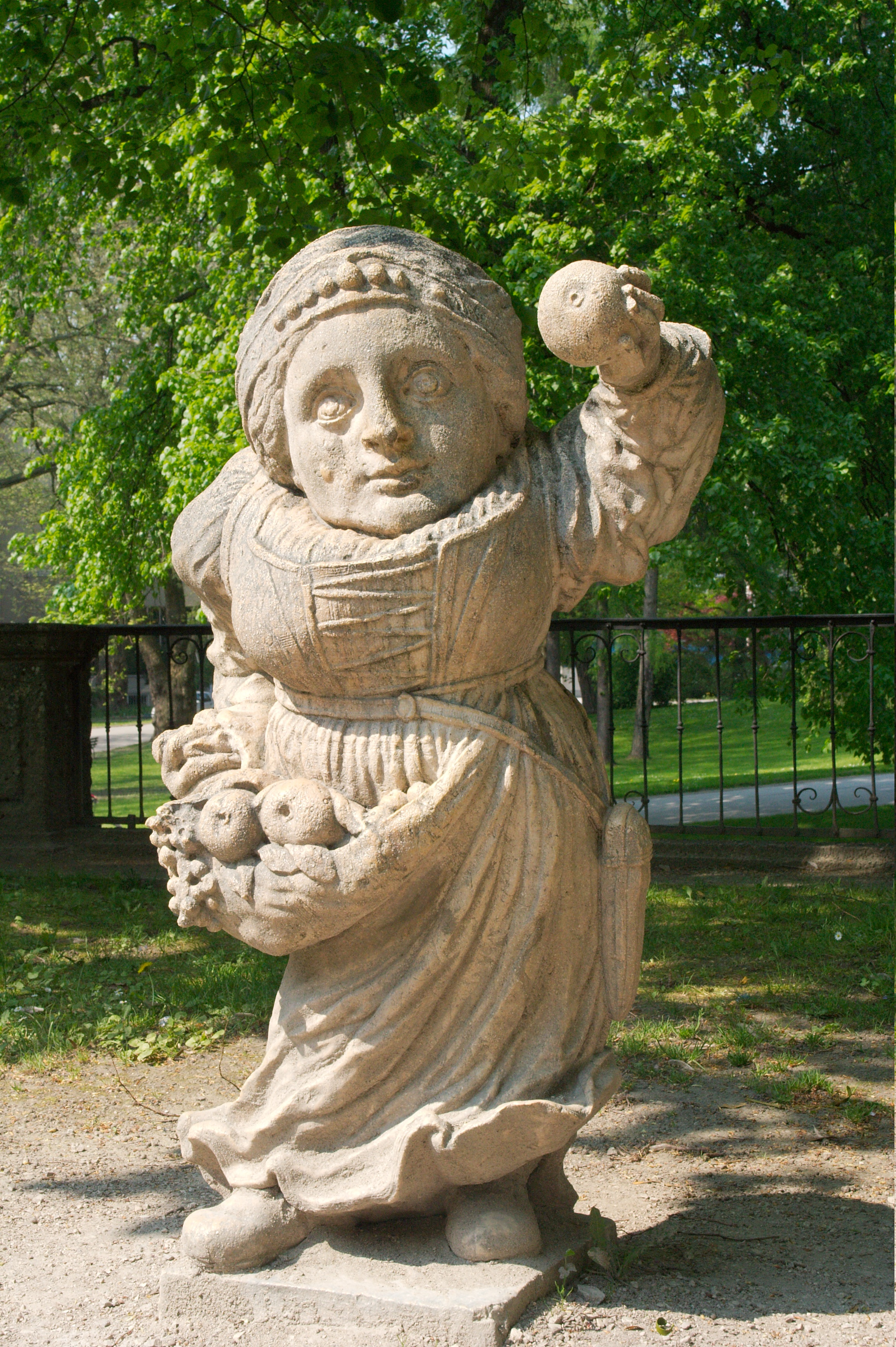
Zwergin mit der Obstschürze (September)
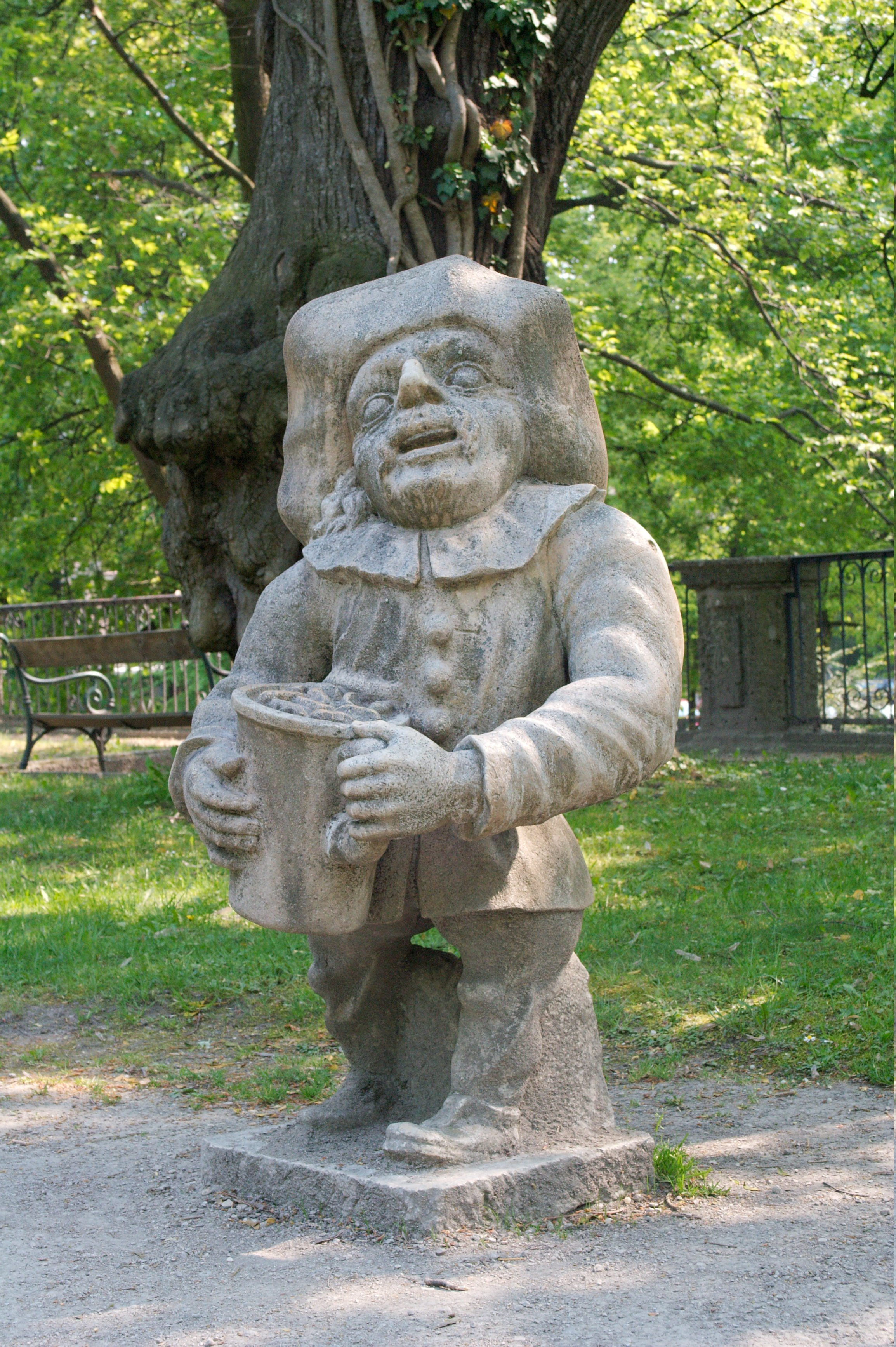
Zwerg mit dem Nockentopf (Dezember)
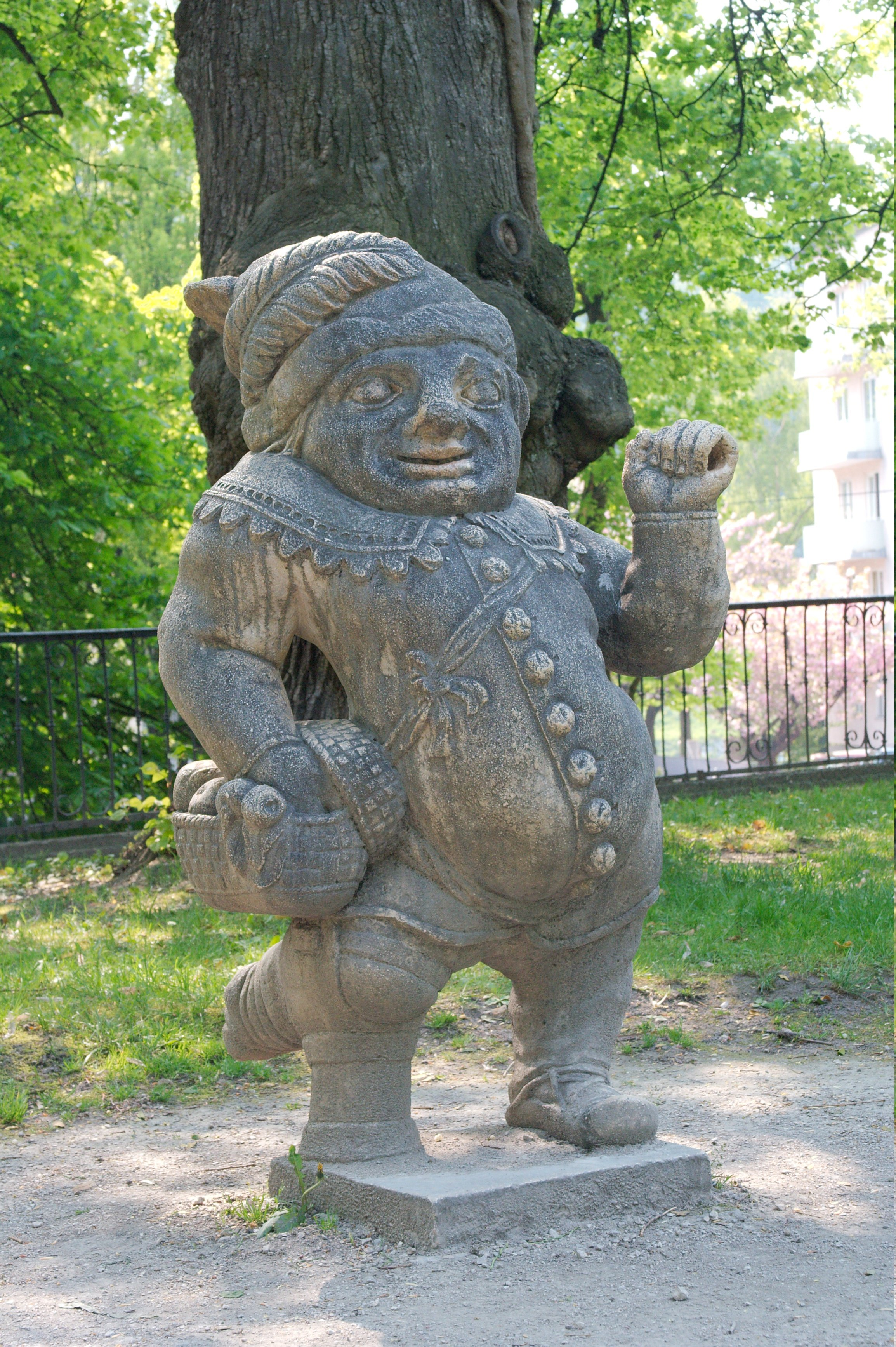
Zwerg mit dem Holzbein
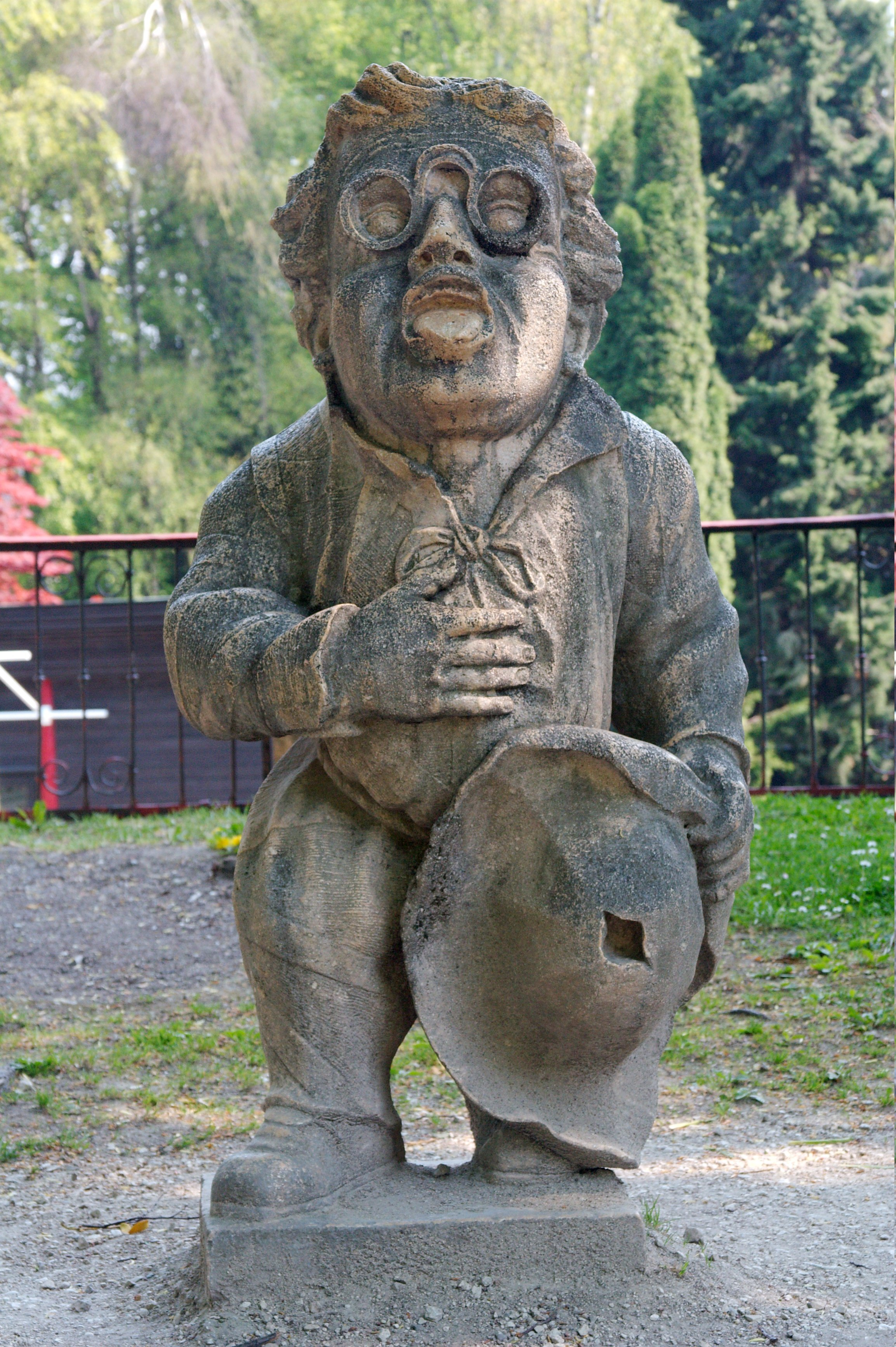
Zwerg mit dem Zwicker
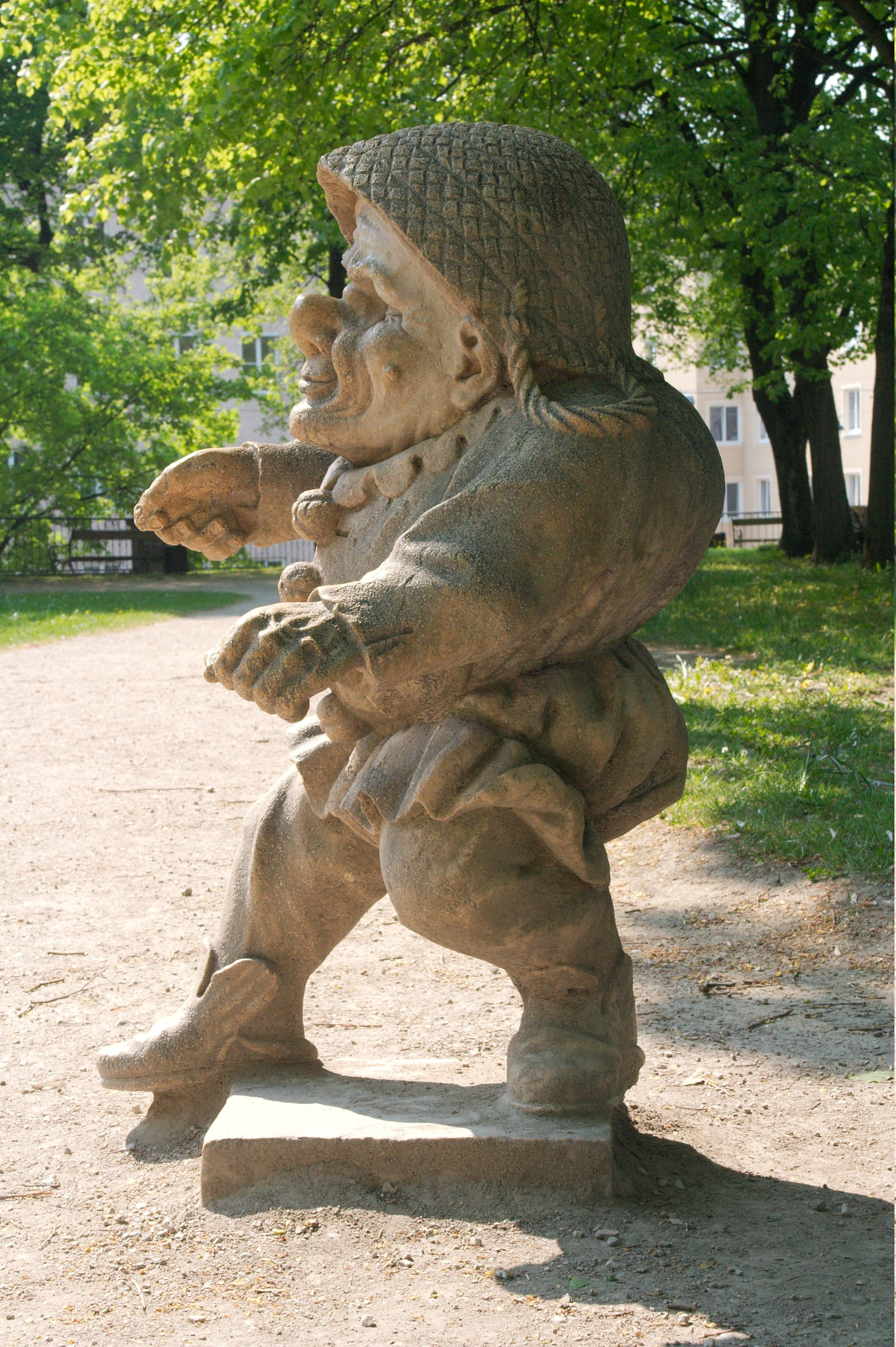
Kämpfender Zwerg mit dem Strohtaschenhut
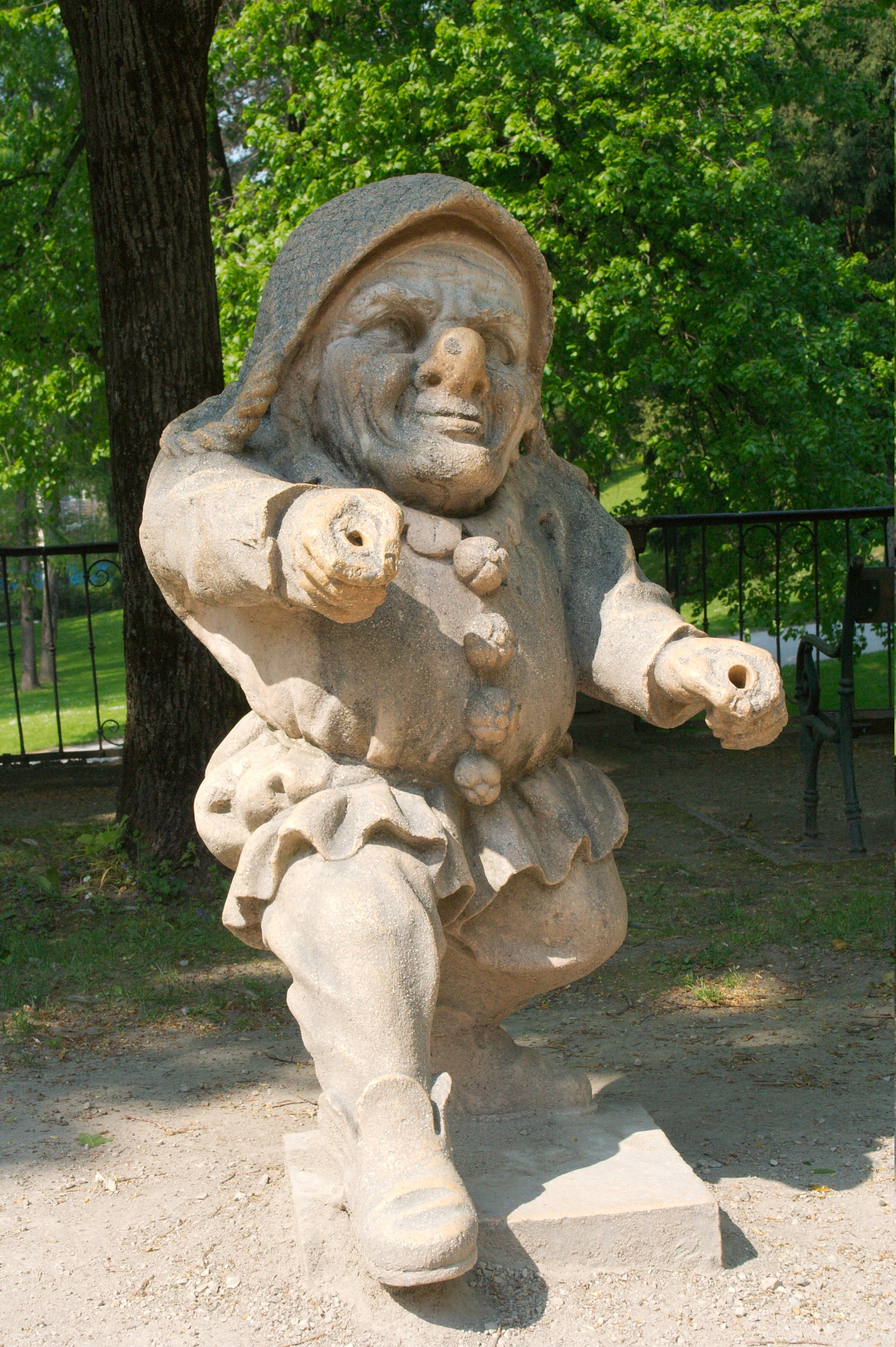
Zwerg mit dem Strohtaschenhut

## Rezeption
Ausgehend vom Salzburger Mirabellgarten wurden bald in zahllosen Schloss- und Stiftsgärten derartige groteske Zwerge aufgestellt. Zuerst hat wohl Fischer von Erlach 1709 ein Zwergenanlage in Weidling bei Wien gestaltet und 1711 eine Zwergenbalustrade beim Schloss Weikersdorf in Niederösterreich. Auch das Schloss Pfannberg bei Frohnleiten in der Steiermark erhielt damals vermutlich seinen (heute verschollenen) Zwergengarten. Es folgten die Zwerge vor der Rennbahn des Schlosses Bad Kuskus in Böhmen und 1715 die Lambacher Gartenzwerge sowie jene von Schloss Dornau bei Pettau in der damaligen Süd-Steiermark. Weitere Zwergengärten wurden nicht nur in Salzburg, Österreich, Bayern und Böhmen errichtet, sondern auch in Rumänien, Polen, in nördlichen Teilen Deutschlands und nicht zuletzt in zahlreichen Grünanlagen in Norditalien rings um den Großraum von Venedig, Padua und Florenz. In der weiteren Entwicklung der „Callot-Figuren“ wurden die Verwachsungen der Zwerge immer weniger.
1720 begann eine Porzellanmanufaktur in Meißen, 1744 in Wien und bald auch in England, einfache Zwergenfiguren herzustellen. Um 1800 entstanden auch erste Gartenzwerge mit stehenden Zipfelmützen. (Schon der Zwerg mit den Kastagnetten in Salzburg besitzt eine hängende Zipfelmütze.) Nachdem sich das Bürgertum zunehmend der Zwerge annahm, verloren sie in der Aristokratie immer weiter an Bedeutung. Um 1900 entstanden erste oft sehr kitschige Großserien aus Ton, später aus Plastik: die „heutigen“ Gartenzwerge.

## Dokumentarfilm
- Der Zwergengarten von Mirabell. Skurrile Meisterwerke aus Stein. Dokumentarfilm (45 Min.), A 2014, Buch und Regie: Christian Hager.